# Kusel
Kusel (do 1865 Cusel) − miasto powiatowe w Niemczech, w kraju związkowym Nadrenia-Palatynat, siedziba powiatu Kusel oraz gminy związkowej Kusel-Altenglan. Do 31 grudnia 2017 siedziba gminy związkowej Kusel. W 2009 liczyło 4 876 mieszkańców.

## Miasta partnerskie
- Toucy
- Zalaegerszeg